# Luria isabella
Espèce
Synonymes
- Cypraea isabella Linnaeus, 1758

Luria isabella est une espèce de mollusques gastéropodes de la famille des Cypraeidae.

## Description et caractéristiques
- Taille : Jusqu'à 5,5 cm.
- Répartition : océan Indien et ouest de l’océan Pacifique ; il vit à faible profondeur.

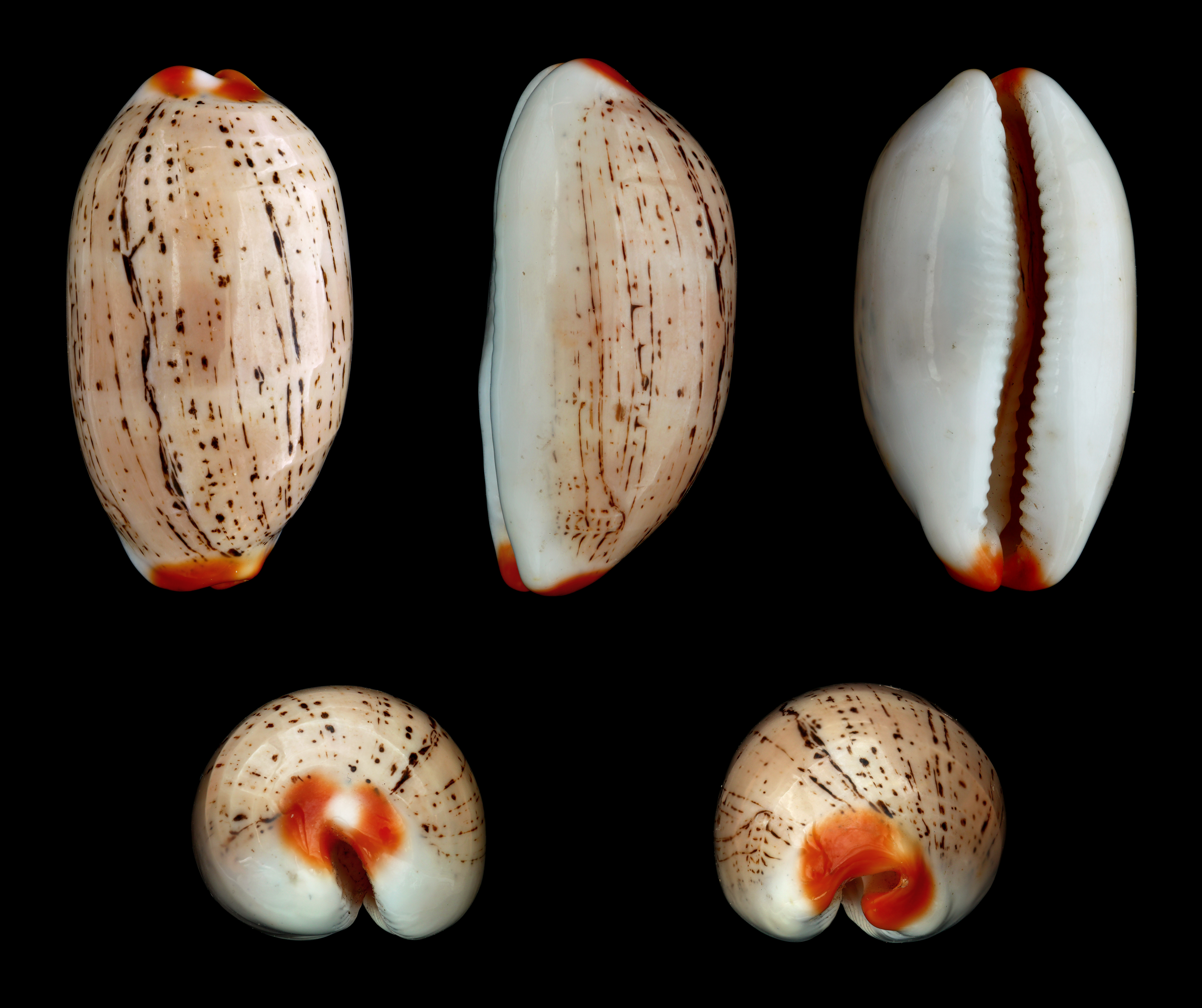
Coquille de Luria isabella
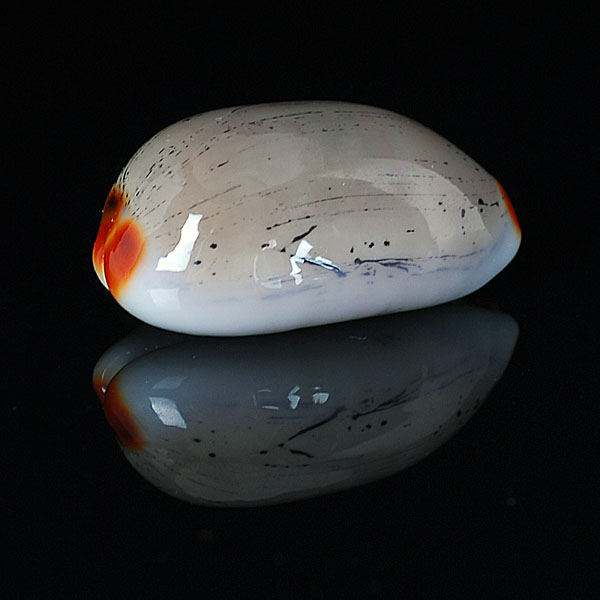
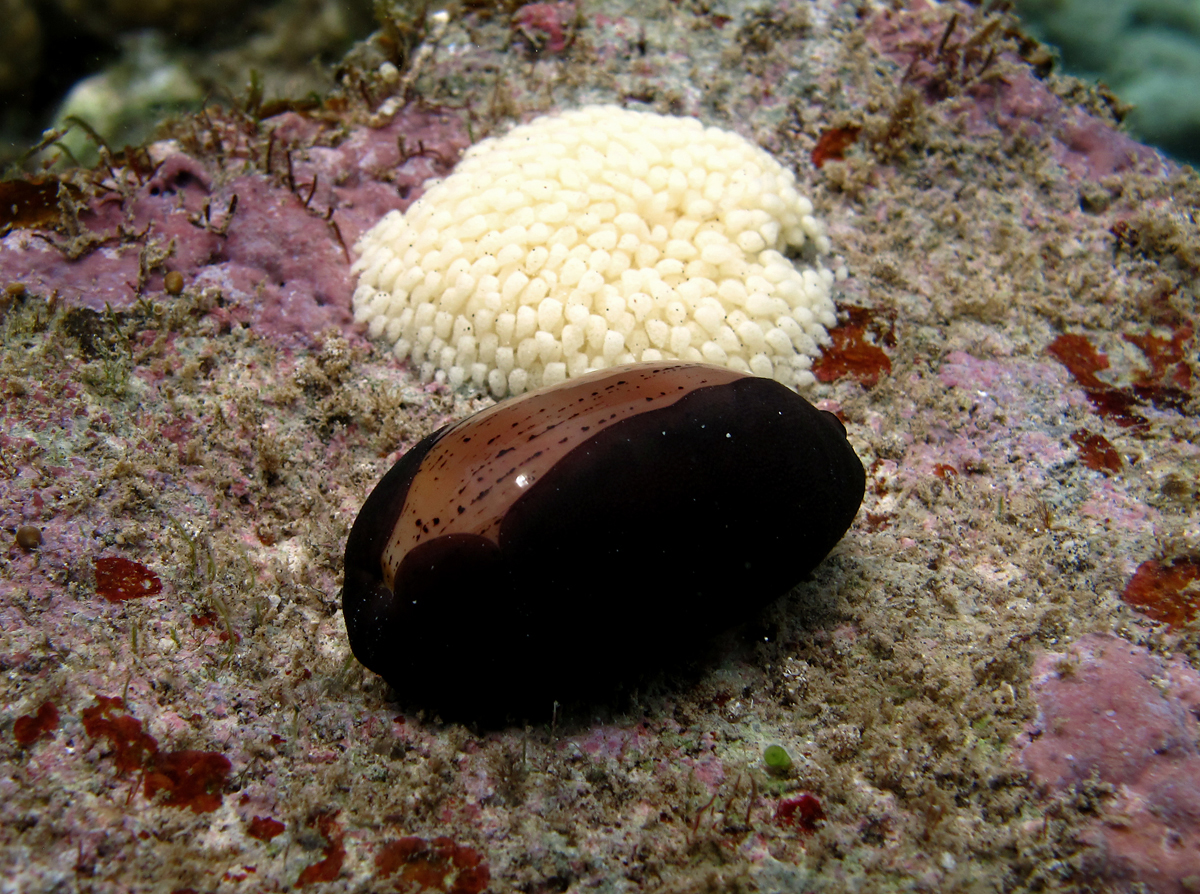
Animal vivant, avec sa ponte.

Ce coquillage est caractérisé par ses deux taches rouge-brun visibles aux extrémités.  Il est de couleur beige ou gris clair avec des lignes sombres formées de petits points ou de segments.

## Philatélie
Cette espèce figure sur une émission d'Israël de 1977 (valeur faciale : 2 l) sous le nom « Cypraea isabella ».